# Liechtenstein en los Juegos Olímpicos de Milán-Cortina d'Ampezzo 2026
Liechtenstein estará representado en los Juegos Olímpicos de Milán-Cortina d'Ampezzo 2026. Responsable del equipo olímpico es el Federación Olímpica Deportiva de Liechtenstein.